# Ferrovia Bolzano-Caldaro
La  ferrovia Bolzano-Caldaro (in tedesco Eisenbahn Bozen–Kaltern), nota anche come ferrovia elettrica transatesina (in tedesco Überetscher Bahn) era una linea ferroviaria a scartamento normale che collegava la città di Bolzano con il comune di Caldaro, in provincia autonoma di Bolzano, attraversando il territorio dell'Oltradige.
Entrata in esercizio nel 1898, era servita da traffico passeggeri fino al 1963 e da convogli merci fino al 1971, anno in cui venne chiusa e successivamente disarmata.
La tratta era conosciuta localmente con i soprannomi tedeschi Kaltererbahnl e Lepsbahnl, nonché in italiano come "vacca di Caldaro".

## Storia

Treno della transatesina (riconoscibile per la presenza della terza rotaia) in sosta a Bolzano

Alla fine del XIX secolo emerse la necessità di dotare il territorio dell'Oltradige di una propria linea ferroviaria allacciata alla rete europea. Tale esigenza nasceva dall'istanza dei produttori frutticoltori e viticoltori di tale area di disporre di migliori infrastrutture di trasporto mediante le quali esportare i propri prodotti, nonché dalla volontà di servire i turisti che in numero crescente si recavano in villeggiatura nelle zone vallive a meridione della città di Bolzano.
L'avvio del progetto fu possibile grazie all'importante finanziamento concesso dal banchiere bolzanino Sigismund Schwarz: il 15 dicembre 1897 venne così costituita la Aktiengesellschaft Überetschbahn (letteralmente "Società per azioni Ferrovia dell'Oltradige") con sede a Bolzano che si fece carico della sua realizzazione.
Avendo deciso di porre come capolinea settentrionale della tratta la stazione di Bolzano, si decise di armare la ferrovia con rotaie a scartamento normale di 1435 millimetri: in tal modo i treni da e per l'Oltradige avrebbero potuto proseguire la propria corsa anche al di fuori della tratta di competenza, immettendosi sulle varie relazioni cui era allacciato il nodo ferroviario di Bolzano.
I lavori di costruzione furono appaltati all'impresa Stern & Hafferl, presso la quale lavorava con qualifica di assistente l'ingegnere bolzanino Josef Riehl, il quale ebbe poi un ruolo determinante nella gestione della costruzioni ferroviarie in area tirolese (circa dieci anni dopo fu infatti responsabile tecnico della costruzione della ferrovia del Renon).
Il 16 dicembre 1898 il tronco ferroviario tra Bolzano e Caldaro venne ufficialmente inaugurato; il servizio (espletato inizialmente con trazione a vapore venne appaltato alla società Eisenbahn Tirols.
Il 19 ottobre 1903, allorché venne inaugurata la funicolare della Mendola, la ferrovia venne prolungata fino alla frazione caldarese di Sant'Antonio (St. Anton, a un'altitudine di 563 m s.l.m.). Le caratteristiche morfologiche della zona di Caldaro impedivano tuttavia di rendere il vecchio capolinea, concepito come terminale di testa, una stazione passante: si scelse pertanto di realizzare un regresso. I treni dovevano dunque entrare nella stazione di Caldaro, cambiare locomotiva (giacché la nuova tratta, in considerazione della forte pendenza, era elettrificata a corrente continua a 650 Volt - il che ne faceva la prima ferrovia elettrica a scartamento ordinario dell'Impero austro-ungarico) e ripartire in regresso verso la destinazione finale.
Nel 1911 la tensione di alimentazione venne elevata a 1100 V (mantenendo la corrente continua) e l'elettrificazione estesa all'intero percorso: vennero dunque acquistate nuove elettromotrici, mentre le preesistenti furono modificate e adattate alla nuova tensione operativa.

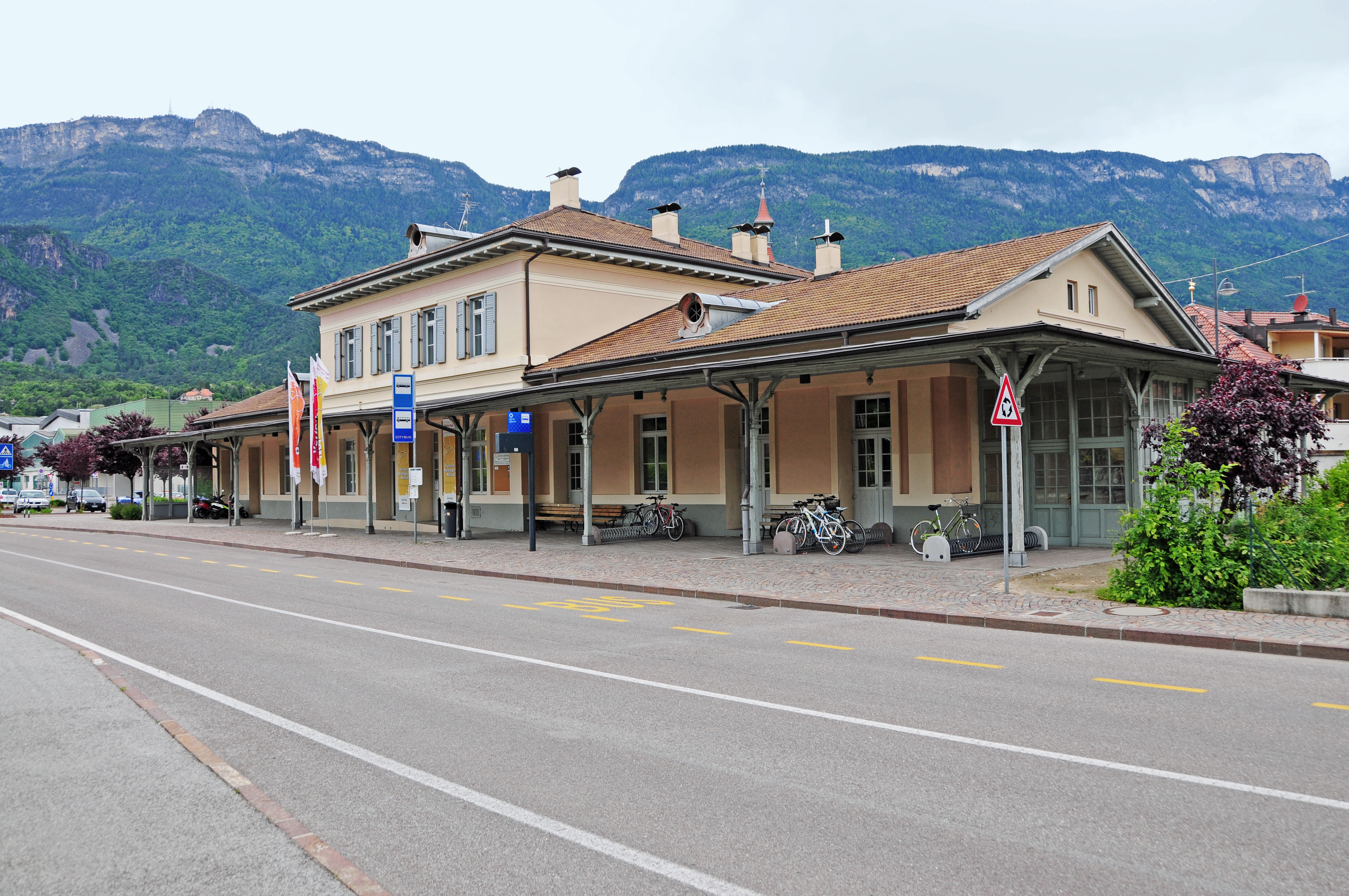
L'ex stazione di Appiano-Cornaiano

Al termine della prima guerra mondiale, con il passaggio dell'Alto Adige dall'Austria all'Italia, l'esercizio della linea passò provvisoriamente in carico alle Ferrovie dello Stato, alle quali nel 1923 subentrò la neocostituita Società Anonima Ferrovia Transatesina (SAFT).
Nei successivi trent'anni la linea non fu interessata da investimenti o particolari interventi migliorativi: si provvide tuttavia a rafforzare la frequenza dei convogli, passando dalle sei coppie giornaliere del 1921 fino alle dieci del 1955 (due delle quali su percorsi limitati).
Il 1º gennaio 1960 la Società per Azioni Ferrovia Elettrica dell'Alto Renon (FEAR) subentrò alla SAFT nell'esercizio della ferrovia; nell'occasione la ditta mutò denominazione sociale in Ferrovie Elettriche ed Autoservizi Riuniti.
Sotto tale gestione, in considerazione del cattivo stato in cui versavano rotabili e impianti e giudicando eccessivamente oneroso un intervento migliorativo, nell'agosto 1963 il servizio passeggeri sulla linea venne soppresso e sostituito da autoservizi. 
La ferrovia rimase tuttavia attiva per i soli treni merci fino al 28 giugno 1971, data in cui vi fu effettuato l'ultimo viaggio.
Negli anni successivi la ferrovia fu progressivamente disarmata e smantellata; dagli anni 2000 sull'ex sedime ferroviario tra Ponte Adige e Caldaro è stata realizzata una pista ciclabile.

## Caratteristiche
La linea, a scartamento ordinario, era lunga complessivamente 18,9 km. Elettrificata in origine alla tensione continua di 650 V (limitatamente alla tratta Caldaro - Sant'Antonio), la stessa venne poi estesa a tutto il tronco e portata allo standard di 1100 V CC.
L'intero percorso superava un dislivello di 280 metri, con una pendenza massima del 31 per mille nella tratta Bolzano-Caldaro e del 62 per mille da Caldaro a Sant'Antonio.

### Percorso
| Continuation backward |

| Station on track |

|  | Unknown route-map component "xABZgl" | Unknown route-map component "CONTfq" |

| Unknown route-map component "exHST" |

| Unknown route-map component "exHST" |

|  | Unknown route-map component "xABZg+l" | Unknown route-map component "CONTfq" |

| Unknown route-map component "CONTgq" | Unknown route-map component "xABZgr" |  |

| Unknown route-map component "exhKRZWae" |

| Unknown route-map component "exHST" |

| Unknown route-map component "exTUNNEL2" |

| Unknown route-map component "exTUNNEL2" |

| Unknown route-map component "exHST" |

| Unknown route-map component "exBHF" |

| Unknown route-map component "exHST" |

| Unknown route-map component "exHST" |

|  | Unknown route-map component "exSTR+l" | Unknown route-map component "exABZgr" |  |  |

|  | Unknown route-map component "exSTR" | Unknown route-map component "exKBHFe" |  |  |

|  | Unknown route-map component "exHST" |

| Head station | Unknown route-map component "exKBHFe" |  |  |  |

| Continuation forward |

La ferrovia aveva origine presso la stazione di Bolzano e fino a poco prima della località di Ponte Adige (Sigmundskroner Brücke) utilizzava il medesimo binario della Bolzano-Merano (poi abbandonato negli anni 1980 previa istituzione di una variante di tracciato): lungo tale tronco si trovavano le fermate denominate di Ponte Roma e Ponte Resia.
In località Casanova la linea si separava dalla tratta meranese curvando verso sinistra: qui sovrappassava il fiume Adige mediante un ponte metallico ad arco. 

Treno in sosta a Caldaro

Raggiunta la sponda opposta il sedime iniziava a salire d'altitudine, incontrava la stazione di Castel Firmiano e quindi usciva dal territorio di Bolzano per entrare nell'Oltradige. Superate due gallerie, la tratta tornava pianeggiante e toccava le stazioni di San Paolo, Cornaiano e Ganda (nel comune di Appiano sulla Strada del Vino). All'interno di una delle suddette gallerie si trovava inoltre l'ingresso all'opera 22 dell'installazione difensiva denominata sbarramento Bolzano Sud.
Il percorso quindi entrava nel territorio di Caldaro e riprendeva a salire di quota: superata la fermata di Pianizza, il binario andava a troncarsi nella stazione di Caldaro (capolinea fino al 1903).
A quel punto i treni regredivano e si immettevano sul tratto finale della linea, che con una pendenza ancora maggiore raggiungeva la stazione di Seligo e infine il capolinea di Sant'Antonio, ove avveniva l'interscambio con la stazione valliva della funicolare della Mendola.

## Materiale rotabile

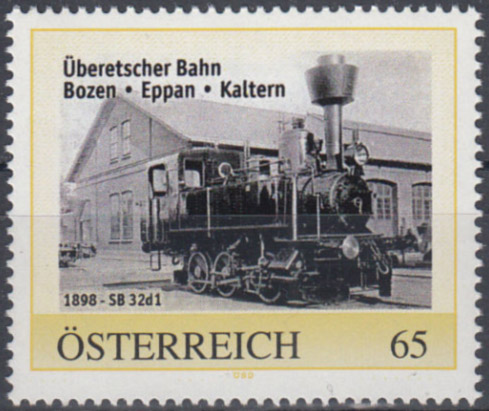
Francobollo raffigurante una delle locomotive della linea

Le prime motrici usate per il servizio sulla linea furono due locomotive a vapore con rodiggio C del gruppo 32d1, concesse in prestito dalla Südbahn.
A seguito del prolungamento della tratta da Caldaro a Sant'Antonio, nel 1903 vennero acquistate due automotrici elettriche a due assi SB AC 1-2 e due vetture passeggeri, prodotte dalla Grazer Waggonbaufabrik. Sia le motrici che le vetture avevano cassa in legno e arredamento interno a salone.

Le caratteristiche elettromotrici della linea

Nel 1911 furono acquisite due ulteriori elettromotrici analoghe alle precedenti, numerate SB AC 3-4, mentre sei carrozze già in uso con la trazione a vapore furono adattate per essere trainate dal nuovo materiale motore. Frattanto si era provveduto ad elettrificare la linea a 1100 volt CC tramite linea aerea di contatto: il primo viaggio con la nuova trazione venne effettuato il 14 settembre 1911.
L'elettrificazione in corrente alternata trifase implementata nel 1935 sulla ferrovia Bolzano-Merano comportò tuttavia una difficoltà tecnica, in quanto tale standard di alimentazione era ben diverso da quello in uso sulla transatesina (che fino a Ponte Adige condivideva i binari con la suddetta linea). Il problema venne risolto sostituendo - limitatamente al tronco Bolzano-Ponte Adige - la vecchia linea aerea con una terza rotaia laterale (racchiusa in una vistosa protezione in legno): le elettromotrici SAFT vennero adeguate a tale ausilio con l'aggiunta di un pattino collettore di corrente, che veniva estratto solo laddove necessario e altrimenti retratto. Ciò permise di mantenere inalterato lo standard di elettrificazione; la catenaria venne invece mantenuta tra Ponte Adige e Sant'Antonio.
Gli ultimi veicoli immessi in servizio sulla linea furono due locomotive diesel di costruzione Jenbacher Werke, utilizzate dal 1963 per il traffico merci svolto negli ultimi anni di esercizio.